# Scott Valentine
Pour les articles homonymes, voir Valentine.
Scott Valentine est un acteur américain, né le 3 juin 1958 à Saratoga Springs (État de New York).

## Filmographie

### Comme acteur
- 1982 : Waitress! : Swingdog Dope Busboy
- 1986 : The Art of Being Nick (série télévisée) : Nick Moore
- 1986 : True Stories : Member of Air Band
- 1986 : Deadtime Stories : Peter
- 1987 : My Demon Lover : Kaz
- 1988 : Going to the Chapel (TV) : Jeff
- 1990 : Write to Kill : Clark Sanford
- 1990 : Without Her Consent (TV) : Jason Barnes
- 1990 : Dangerous Pursuit (TV)
- 1990 : After the Shock (TV) : Gerry Shannon
- 1991 : Killer Instinct : Tim Casey
- 1992 : Perry Mason: The Case of the Fatal Framing (TV) : Damien Blakely
- 1992 : The Secret Passion of Robert Clayton (TV) : Robert Clayton Jr.
- 1992 : Business Woman (Lady Boss) (TV) : Ron
- 1993 : To Sleep with a Vampire : Jacob
- 1994 : Bébé, né pour tuer (The Unborn II) : John Edson
- 1994 : Till the End of the Night : John Davenport
- 1994 : Whit & Charm
- 1994 : Double Obsession : Steve Burke
- 1994 : Phantom 2040 (série télévisée) : 24th Phantom / Kit Walker (voix)
- 1995 : Yakuza Connection (TV) : Mark Rictus
- 1995 : Object of Obsession : Blaze
- 1995 : Out of Annie's Past (TV) : Michael Carver
- 1996 : Carnosaur 3 (Carnosaur 3: Primal Species) : Col. Rance Higgins
- 1997 : Black Scorpion 2: Aftershock : Dick
- 1998 : Fallout : Capt. George Tanner, Gateway Station Commander
- 1998 : Paranoia : Warren
- 1998 : The Waterfront : Vinnie Etchabara
- 1998 : Mars 2056 (Mars) : Pete l'ermite
- 2001 : Black Scorpion (série télévisée) : Det. Steve Rafferty
- 2001 : Black Scorpion Returns (vidéo) : Steve Rafferty
- 2002 : Sting of the Black Scorpion (vidéo) : Steve Rafferty
- 2003 : Black Ball : Kevin
- 2005 : Frostbite : Jack Schitt
- 2010 : Airline Disaster (TV) : Joseph Franklin

### Comme réalisateur
- 2001 : Back Scorpion (série télévisée)